# Pétange

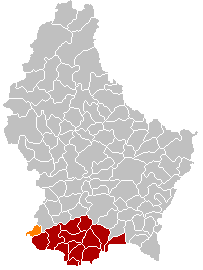
Mapa de Luxemburgo con Pétange en Naranja, el Cantón de Esch-sur-Alzette en Rojo

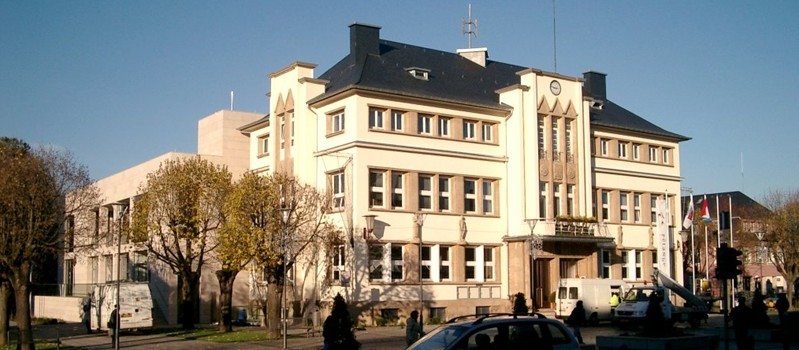
Ayuntamiento de Pétange.

Pétange (en luxemburgués: Péiteng, en alemán: Petingen) es una comuna y villa en el suroeste de Luxemburgo. La comuna incluye las otras villas de Lamadelaine y Rolange, que están más al suroeste. Está en el Cantón de Esch-sur-Alzette. Pétange es la única comuna luxemburguesa que limita con Francia y Bélgica.

## Geografía
Con una área de 11,93 km², Pétange es la 100.ª comuna por tamaño entre 116. Por población está en el puesto quinto, 14.632 en 2005 pero es la comuna más poblada de Luxemburgo sin estatus de ciudad (hay siete ciudades con menor población).
Las comunas que limitan con Pétange son Differdange, al este y en el mismo cantón, y Bascharage al norte, en el Cantón de Capellen pero el mismo distrito.

## Localidades hermanadas
Desde 1992, Pétange está hermanada con Schio, comuna italiana de la región de Véneto, y Maribor, villa eslovena. Una calle de Pétange lleva el nombre de Maribor, Rue de Maribor.

## Deporte
El club de fútbol de la villa, Club Sportif Pétange, fue fundado en 1910. Ganó su única Copa de Luxemburgo durante la temporada 2004-05, catorce años después de perdir su primera (y única otra) final.
En tenis se organiza todos los años un torneo ATP del Challenger Tour.
- Union Titus Pétange juega en Division Nationale y la Copa de Luxemburgo, su estadio es el Stade Municipal.
- Volley 80 Pétange juega en el Campeonato de Luxemburgo.[7]